# Boccaccio (film 1920)
Boccaccio è un film muto del 1920 diretto da Michael Curtiz e interpretato da Paul Lukas e Ica von Lenkeffy.

## Trama
Il film racconta alcune novelle tratte dal celebre Decameron di Boccaccio.